# Собор Рождества Богородицы (Прилуки)
Собор Рождества Богородицы — православный храм и памятник архитектуры национального значения в городе Прилуки Черниговской области.

## История
Постановлением Кабинета Министров УССР от 24.08.1963 № 970 «Про упорядочение дела учёта и охраны памятников архитектуры на территории Украинской ССР» («Про впорядкування справи обліку та охорони пам’ятників архітектури на території Української РСР») присвоен статус памятник архитектуры национального значения с охранным № 836 под названием Церковь Рождества.
Установлена информационная доска.

## Описание
Собор построен в период 1806—1815 годы между современным площадями Соборная и Иоасафа Белгородского на территории бывшей Прилукской крепости в формах зрелого классицизма. Является одним из интересных примеров зрелого классицизма в Украине.
Каменный, оштукатуренный и побеленный, однокупольный, крестообразный в плане собор на высоком цоколе, за счёт выступающих ризалитов по осям фасада кубического объёма. Кубический объём венчает полусферический купол на круглом барабане с 8 оконными проёмами. В интерьере подпружные арки, несущие подбарабанное кольцо, опираются на четыре пилона. Также 4 пилона вместе с 8 колонами (по две с каждой стороны) несут архитравное перекрытие. Западный (главный) фасад с ризалитом по центральной оси и акцентирован 4-колонным портиком с треугольным фронтоном, к которому ведёт лестница. Другие фасады центрированы ризалитами, которые украшены сложными портиками с треугольными фронтонами. Рядом с храмом стояла двухъярусная колокольня, не сохранилась.
В интерьере храма сохранилась масляная роспись, предположительно, 1815 года.
В 2005 году собор был передан религиозной общине, возобновилось богослужение. В период 2011—2018 годы проведены ремонтно-реставрационные работы. Фасад и барабан храма с белого цвета перекрашен в желтый, скаты крыш и купол — синий.